# Lac Glacé d'Oô
Ne pas confondre avec le lac d'Oô, situé plus bas dans le même massif.
Le lac Glacé d'Oô, également appelé lac du port d'Oô, est situé dans les Pyrénées française à 2 664 m d'altitude dans le Luchonnais, en Haute-Garonne sur la commune d'Oô.

## Toponymie
L'altitude élevée laisse en effet le lac pris par la glace une grande partie de l'année. Oô est la nom de la commune et de son village en contrebas. Ce toponyme connu des cruciverbistes vient de l'aragonnais ibon, signifiant « lac de montagne », se retrouve dans les Pyrénées, dans les différentes graphies locales sous les formes -o-, -eo- ou -eù-.

## Géographie
Dans une cuvette d'origine glaciaire, dans un environnement minéral, c'est un petit lac d'altitude sans île situé à moins de 500 m à vol d'oiseau de la frontière avec la province espagnole de l'Aragon.
Dominé par plusieurs pics de plus de 3000 m du massif du Perdiguère notamment le pic des Spijeoles (3 065 m et le pic des Gourgs-Blancs (3 129 m, il est situé au sud du lac Saussat et à l'ouest du lac du Portillon duquel il est séparé par une barrière rocheuse.

## Histoire

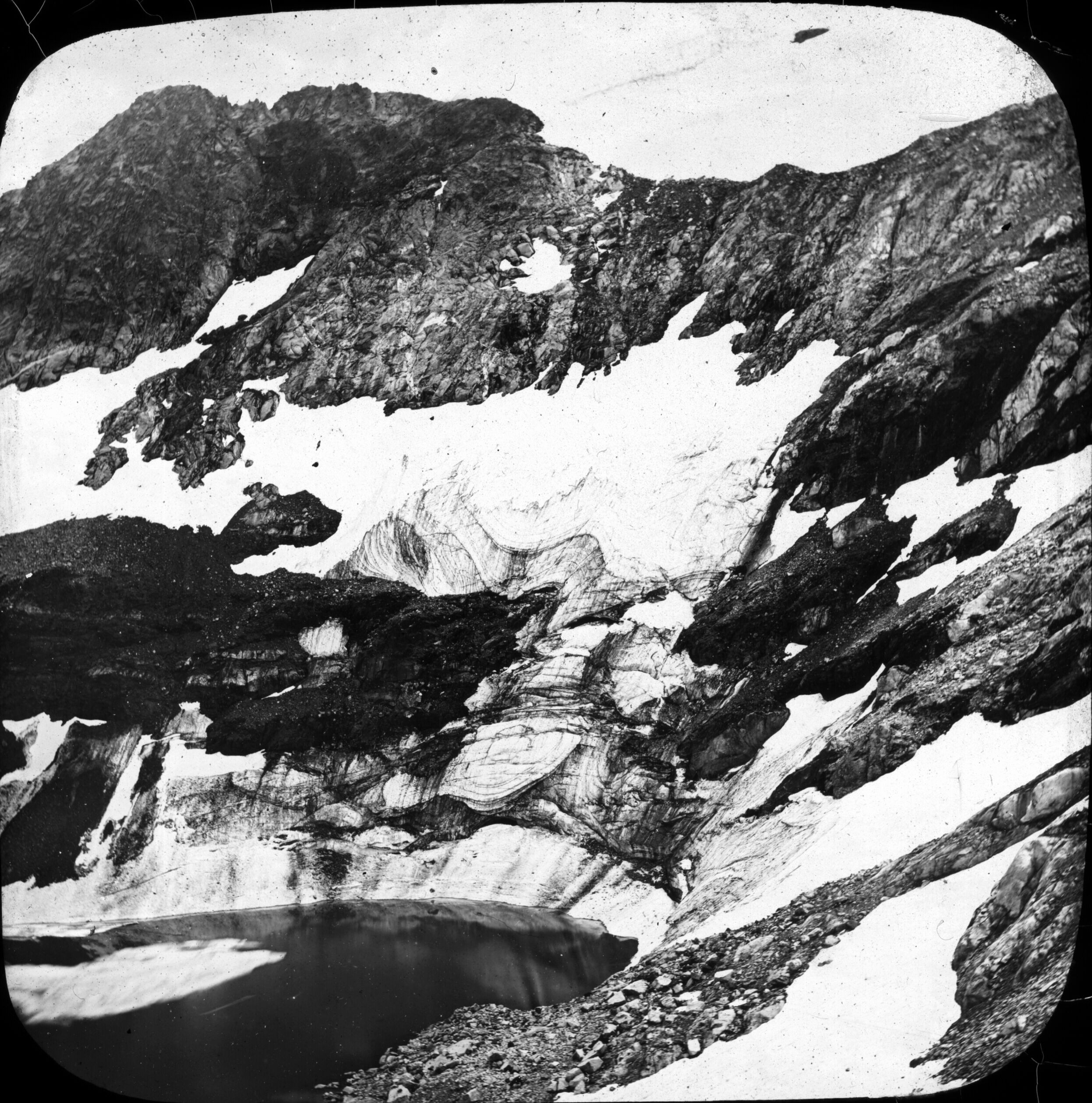
Le lac et la Tusse de Montarqué (photo d'Eugène Trutat, réalisée entre 1859 et 1910).
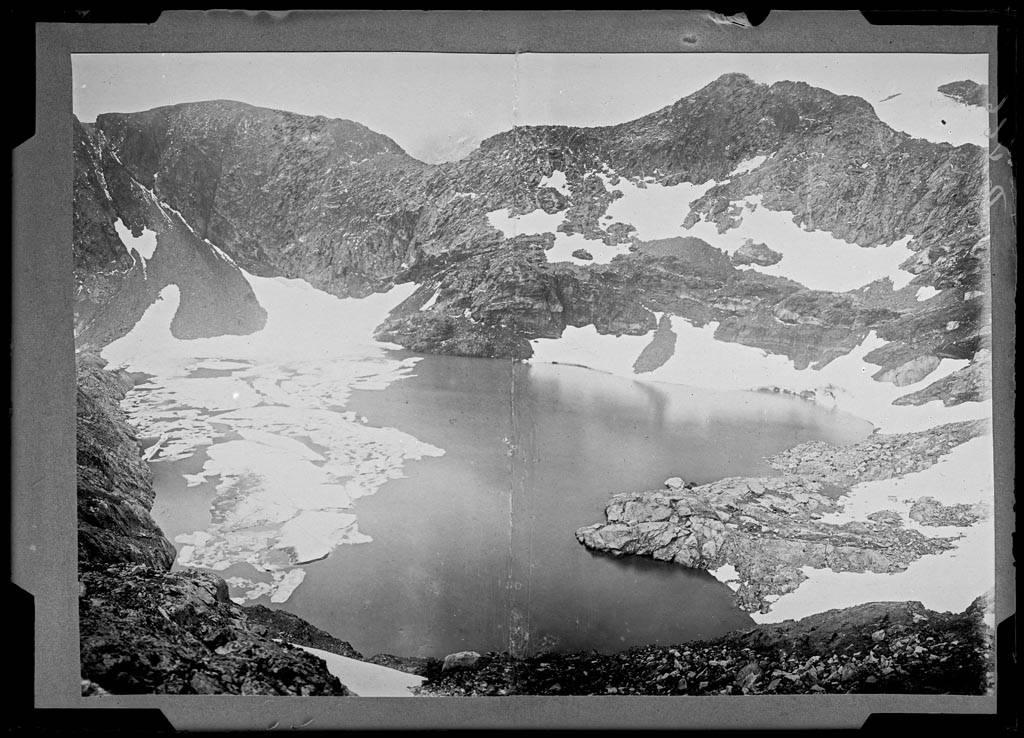
photo de Juli Soler i Santaló, réalisée entre 1904 et 1914.